# Anurolimnas fasciatus
Anurolimnas fasciatus là một loài chim trong họ Rallidae.